# Chris Edwards
Chris Edwards (ur. 20 grudnia 1980 w Leicesterze) – brytyjski basista i inżynier dźwięku, współzałożyciel i członek zespołu indierockowego Kasabian.    

## Życiorys
Wspólnie z Sergiem Pizzorno, kolegą ze szkoły Countesthorpe Leysland Community College w Leicesterze, uczyli się grać na gitarze. Postanowili oni założyć zespół muzyczny – był nim powstały w 1997 roku Kasabian, początkowo pod nazwą Saracuse. Edwards w zespole zaczął grę na gitarze basowej, instrumentach klawiszowych i gitarze, a także został wokalistą wspierającym.
Pracował także jako inżynier dźwięku u boku Scotta Gilberta w Bedrock Studios w Leicesterze, pomagając przy audiobookach dla dzieci z serii Ladybird. W tym też studiu powstała debiutancka EP-ka grupy Saracuse. W 2001 roku jego zespół muzyczny przemianowano na Kasabian, a pierwsze single grupy nagrał wraz z wokalistą Tomem Meighanem, gitarzystą i wokalistą Sergiem Pizzorno i perkusistą Ianem Matthewsem.
Z zespołem wydał wszystkie albumy studyjne, a do 2025 roku były to: Kasabian (2004), Empire (2006), West Ryder Pauper Lunatic Asylum (2009), Velociraptor! (2011), 48:13 (2014), For Crying Out Loud (2017), The Alchemist's Euphoria (2022) oraz Happenings (2024). W 2010 roku zdobył z grupą Kasabian nagrodę Brit Awards dla najlepszego brytyjskiego zespołu.
Ma braci – Benjamina i Jasona. Z drugim z nich we wrześniu 2010 roku uczestniczył w charytatywnej imprezie kolarskiej wspierającej organizację Teenage Cancer Trust.

## Dyskografia
- Kasabian (2004)
- Empire (2006)
- West Ryder Pauper Lunatic Asylum (2009)
- Velociraptor! (2011)
- 48:13 (2014)
- For Crying Out Loud(inne języki) (2017)
- The Alchemist's Euphoria(inne języki) (2022)
- Happenings(inne języki) (2024)